# Quela (zoologia)

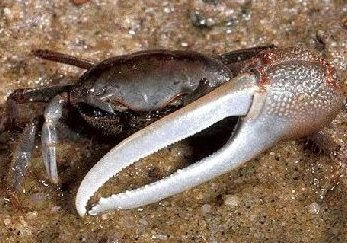
Quela de Uca pugnax, espécie que, como outros membros da família Ocypodidae, apresenta quelas de dimensão desigual: uma grade à esquerda e uma pequena à direita.

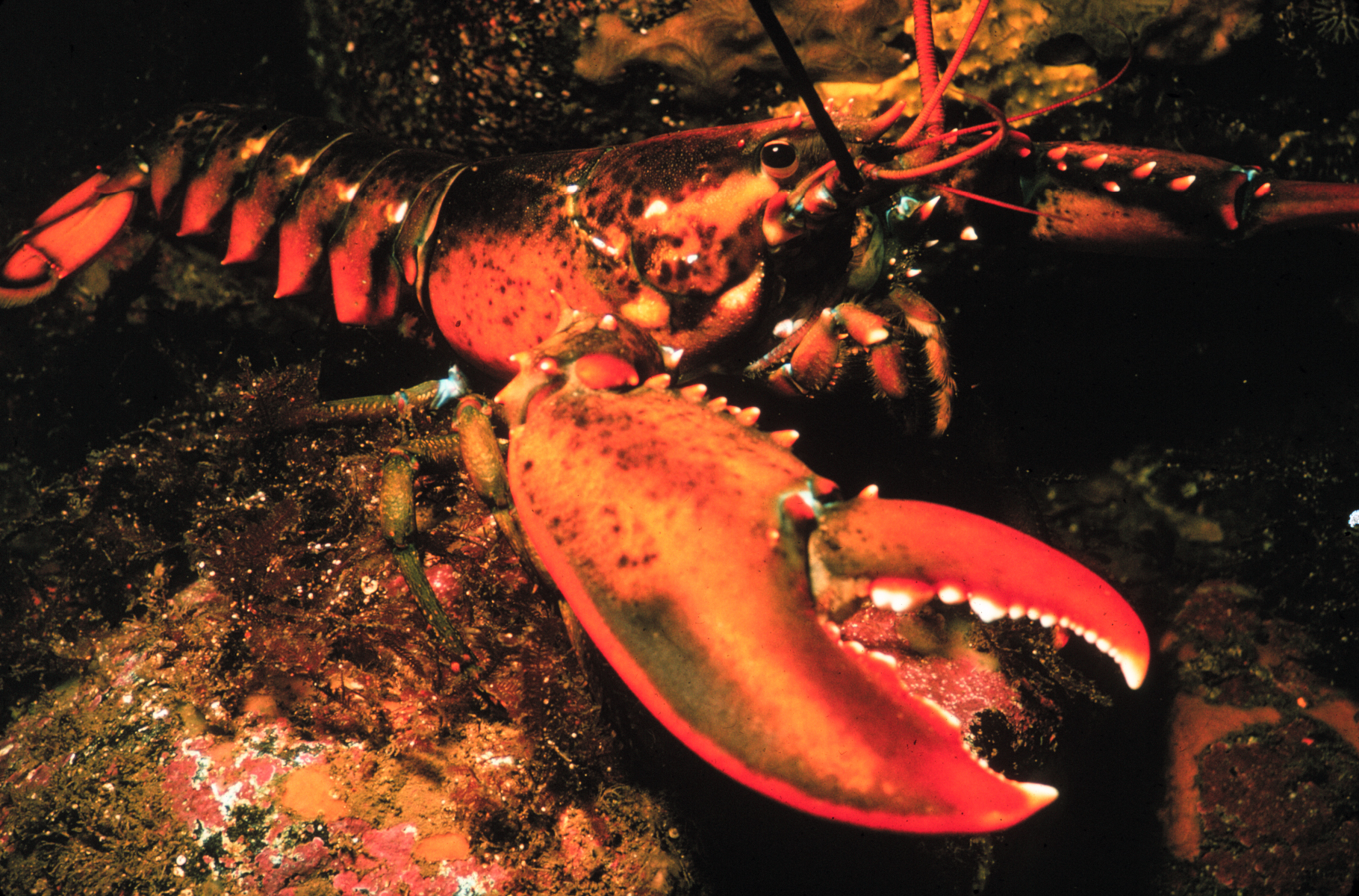
Quela de uma lagosta americana.

Quela (do grego: χηλή, khelé; pinça) é a designação dada em zoologia à pinça preensora formada pelos artículos terminais dos apêndices anteriores de muitos crustáceos e aracnídeos. Os apêndices que terminam numa quela são designados por quelípodos. Outro nome comum é garra, pois a maioria das quelas é curvada e apresenta pontas aguçadas similares a garras.

## Descrição
Na descrição zoológica da anatomia dos artrópodes designa-se por quela a terminação de um apêndice que tenha forma de pinça. Esta designação está subjacente a qualificativos comuns dos apêndices, como queliforme (quando tem forma de pinça) ou quelífero (de χηλή, pinça, e φέρω, levar, quando o apêndice é portador de uma pinça). Do ponto de vista anatómico, uma quela assenta na articulação entre dois artículos: um basal, prolongado por uma apófise; o outro distal, que serve de encontro no fecho da quela.
Entre os artrópodes existem duas formas especialmente significativas quanto à morfologia e papel das quelas:
- Quelípodo (do latim chela, derivado do grego χηλή, pinça; e pedis, pé) — uma pata fortemente diferenciada de forma  adaptar-se à função preênsil. Este tipo de extremidade ocorre em muitos crustáceos decápodes, como os caranguejos ou os lavagantes, e em alguns aracnídeos, como os escorpiões e os pseudoescorpiões. Entre os crustáceos é uma diferenciação do primeiro par de patas locomotoras; no caso dos aracnídeos de uma modificação dos pedipalpos para assumir uma função preênsil usada na defesa, na captura e alimento, combate territorial e no cortejar. Nos pseudoescorpiões são as quelas que injetam veneno.
- Quelícera (do grego χηλή, pinça, e κέρας, corno) — os apêndices do primeiro par, anatomicamente pré-oral (ainda que embriologicamente pós-oral) do amplo grupo de artrópodos designados por quelicerados, precisamente por esta característica. As quelíceras são em geral órgãos pequenos, embora possam ser enormes em algumas aranhas e nos solífugos. Nas aranhas são as quelíceras que injetam o veneno.

Importa assinalar que não existe homologia entre os três tipos de apêndices citados: as quelas ou quelípodos de certos crustáceos, os de certos aracnídeos e as quelíceras de todos os aracnídeos e demais quelicerados. Deve observar-se também que entre os aracnídeos, como os escorpiões, coexistem quelípodos e quelíceras, ainda que os primeiros sejam habitualmente designados por pedipalpos.